# دونالد ری پولاک
دونالد ری پولاک (زاده ۲۳ دسامبر ۱۹۵۴) نویسنده آمریکایی است. وی برای اولین بار مجموعه داستان‌های خود را با عنوان ناکمستیف در سال ۲۰۰۸ و بر اساس تجربیات بزرگ شدن در ناکمستیف، اوهایو منتشر کرد. در سال ۲۰۱۱ رمان نخست وی، شیطان تمام وقت با استقبال منتقدان منتشر شد. پولاک در سال ۲۰۲۰ به عنوان راوی فیلم اقتباس شده از رمان خدمت کرد.هر سه کتاب وی توسط انتشارات نگاه و به ترجمه‌ی معصومه عسکری چاپ شده است.